# 阿尔梅镇
阿尔梅镇（義大利語：Villa d'Almè）是意大利贝加莫省的一个市镇。总面积6平方公里，人口6848人，人口密度1141.3人/平方公里（2009年）。国家统计（ISTAT）代码为016239。